# NGC 1119
NGC 1119 (другие обозначения — ESO 546-24, IRAS02459-1811, PGC 10607) — линзообразная галактика (SB0) в созвездии Эридан.
Этот объект входит в число перечисленных в оригинальной редакции «Нового общего каталога».
Во втором Индекс-каталоге было исправлено значение прямого восхождения объекта. Исправленные координаты из-за прецессии должны измениться в 02ч 18м 16,4с и −18° 01′ 26″, но там ничего нет. Однако, есть галактика в 2' к северу, которая, по-видимому, более века считалась NGC 1119.